# Algarve Cup 2020
L'Algarve Cup 2020 è stata la ventisettesima edizione dell'Algarve Cup, torneo a invito riservato a nazionali di calcio femminile, che si svolge in Portogallo dal 4 all'11 marzo 2020. Il torneo è stato vinto a tavolino dalla Germania, dopo che la nazionale italiana ha dovuto rinunciare a disputare la finale, vista l'impossibilità a trovare una compagnia aerea che garantisse il rientro in Italia alla nazionale a causa dell'emergenza legata alla pandemia di COVID-19. Per analoga motivazione tutti gli incontri per determinare i piazzamenti il 10 marzo si sono disputati a porte chiuse.
L'edizione ripropone la formula a otto squadre, adottata l'ultima volta nell'edizione 2016, con nessuna nazionale all'esordio mentre sono due quelle a vantare più presenze, la Danimarca e il Portogallo, 27 ovvero in tutte le edizioni disputate, e sono tre quelle che hanno vinto almeno un'edizione, Germania (3), Norvegia (5) e Svezia (4), con quest'ultima con la vittoria del 2018 condivisa con i Paesi Bassi per impossibilità di disputare la finale per maltempo.

## Formato
L'edizione 2020 abbandona il formato della precedente, riducendo a otto la quantità delle nazionali invitate, le quali si affrontano a scontro diretto per il passaggio del turno determinando di volta in volta le squadre che accederanno alle finali per il settimo, il quinto, il terzo posto e per la conquista del titolo.

## Stadi
Da determinare.

## Nazionali partecipanti
| Squadra       | FIFA/Coca-Cola Women's World Ranking (13 dicembre 2019). |
| ------------- | -------------------------------------------------------- |
| Germania      | 2                                                        |
| Svezia        | 5                                                        |
| Norvegia      | 12                                                       |
| Italia        | 14                                                       |
| Danimarca     | 16                                                       |
| Belgio        | 17                                                       |
| Nuova Zelanda | 23                                                       |
| Portogallo    | 31                                                       |

## Prima fase
Il sorteggio si è tenuto il 7 gennaio 2020, con alcune restrizioni; venne deciso che le nazionali di Danimarca e Italia, nonché quelle di Belgio e Norvegia, non potevano scontrarsi già nella prima fase, essendo le prime due parte del gruppo B nelle qualificazioni all'Europeo di Inghilterra 2022, e le seconde avendo già in programma due amichevoli per la prossima data FIFA, ad aprile.
| Arbitro: | Emikar Caldera |

|           |           |                           |
| Harder 7’ | Marcatori | 12’ Thorsnes 90+3’ Jensen |

| Arbitro: | Ivana Martinčić |

|          |           |  |
| Huth 34’ | Marcatori |  |

| Arbitro: | Olga Zadinova |

|                                                        |                      |                                                                         |
| Chance 37’                                             | Marcatori            | 89’ Velde                                                               |
| Bowen Gregorius Stott White Moore Bott Longo Cleverley | Tiri di rigore 7 – 6 | De Caigny Vanhaevermaet Cayman Evrard Wullaert Deloose De Neve Wijnants |

| Arbitro: | Francia María González Martínez |

|                |           |                                 |
| Dia. Silva 34’ | Marcatori | 78’ Linari 90+4’ (rig.) Girelli |

## Seconda fase
Determinazione degli incontri per la fase finale delle seconde quattro classificate
| Arbitro: | Francia María González Martínez |

|            |           |                               |
| Hurtig 14’ | Marcatori | 56’ Larsen 90+2’ Christiansen |

| Arbitro: | Emikar Calderas |

|               |           |  |
| De Caigny 65’ | Marcatori |  |

Determinazione degli incontri per la fase finale delle prime quattro classificate
| Arbitro: | Olga Zadinova |

|                                                      |           |  |
| Schüller 21’ Elsig 26’ Engen 60’ (aut.) Hegering 71’ | Marcatori |  |

| Arbitro: | Ivana Martinčić |

|  |           |                                      |
|  | Marcatori | 20’ Girelli 56’ Bonansea 67’ Tarenzi |

## Incontri per i piazzamenti

### 7º posto
| Arbitro: | Olga Zadinová |

|  |           |                           |
|  | Marcatori | 45+2’ Jakobsson 51’ Rolfö |

### 5º posto
| Arbitro: | Ivana Martinčić |

|  |           |                                                     |
|  | Marcatori | 6’ Harder 13’ Thomsen 40’ Christiansen 47’ Pedersen |

### 3º posto
| Arbitro: | Francia María González Martínez |

|               |           |                              |
| Wilkinson 11’ | Marcatori | 15’ Jensen 86’ Graham Hansen |

### Finale
| Parchal 11 marzo 2020, ore 18:45 UTC+0 | Italia | – annullata | Germania | Stadio municipale di Bela Vista |

## Classifica finale
| Posizione | Squadra       |
| --------- | ------------- |
| 1         | Germania      |
| 2         | Italia        |
| 3         | Norvegia      |
| 4         | Nuova Zelanda |
| 5         | Danimarca     |
| 6         | Belgio        |
| 7         | Svezia        |
| 8         | Portogallo    |

## Statistiche

### Classifica marcatrici
2 reti
- Cristiana Girelli (1 rig.)
- Nanna Christiansen

- Pernille Harder

- Synne Jensen

1 rete
- Tine De Caigny
- Chloe Vande Velde
- Stine Larsen
- Stine Ballisager Pedersen
- Janni Thomsen
- Johanna Elsig

- Marina Hegering
- Svenja Huth
- Lea Schüller
- Barbara Bonansea
- Elena Linari
- Stefania Tarenzi

- Caroline Graham Hansen
- Elise Thorsnes
- Olivia Chance
- Hannah Wilkinson
- Diana Silva
- Lina Hurtig

Autoreti
- Ingrid Syrstad Engen (1 a favore della Germania)